# Ampelisca parapacifica
Ampelisca parapacifica är en kräftdjursart som beskrevs av Goeke och Heard 1984. Ampelisca parapacifica ingår i släktet Ampelisca och familjen Ampeliscidae. Inga underarter finns listade i Catalogue of Life.